# N 3 (Senegal)
Die N 3 ist eine der Nationalstraßen in Senegal.
Der Straßenverlauf beginnt im Zentrum von Thiès an der verkehrsreichen Place de France als Verzweigung von der N 1. Das Ende der N3 liegt im Osten in Matam am Senegal, dem Grenzfluss zu Mauretanien, und die Strecke bis dahin ist 464 Kilometer lang.
Die Straße verbindet den bevölkerungsreichen Westen des Erdnussbeckens und die Pilgermetropole Touba mit der dünn besiedelten Ferlo und der Flussregion entlang des Senegalufers im Nordosten des Landes. Sie führt dabei durch die Regionen (von West nach Ost) Thiès, Diourbel, Louga und Matam. Zwischen Thiès und Mbacké verläuft die N3 parallel mit der Bahnstrecke Dakar–Niger.
In der Großstadt Mbacké vor den Toren von Touba, führt die N3 ursprünglich durch das Stadtzentrum. Zeitsparender ist nun eine fünfeinhalb Kilometer lange Umgehungsstraße im Nordwesten.